# 谢尔曼·亚历克西
小谢尔曼·约瑟夫·亚历克西（英語：Sherman Joseph Alexie, Jr.，1966年10月7日—），是一位美國小說家、詩人、編劇和電影製作人。 他的作品借鑒了他作為一個擁有多個部落血統的美國原住民的經歷。 他在斯波坎印第安人保留地長大，現居住在華盛頓州西雅圖市。

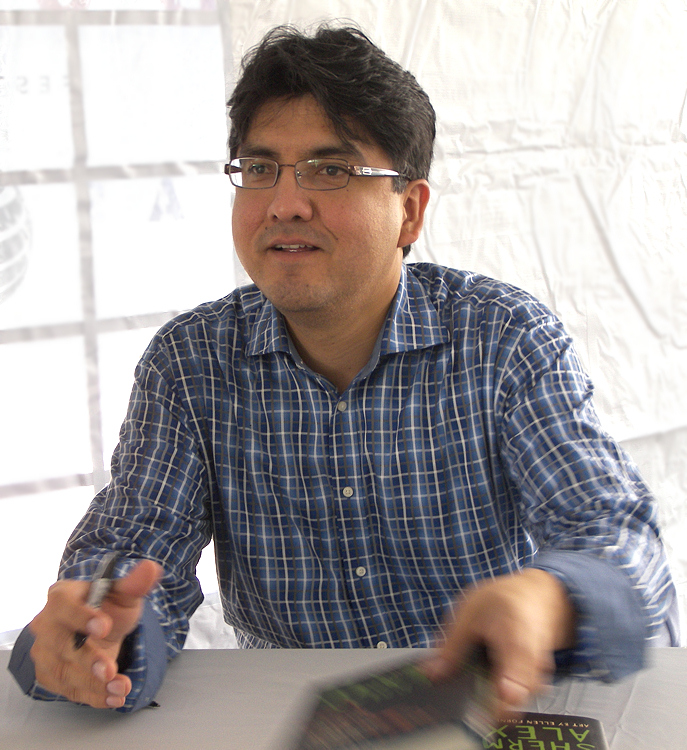
2007年

## 生平
他1966年出生于华盛顿州，是一名斯波坎印第安人后裔。毕业于华盛顿大学，师从华裔学者郭亚力（Alexander Kuo，美国国家文艺基金会奖得主），学习小说和诗歌创作。处女作小说《游骑兵与印第安人东托在天堂打架》获海明威文学奖，成名作《一个印第安少年的超真实日记》获2008年美国国家书卷奖和纽约时报年度好书奖。写诗对于亚力斯而言算是副业，但他过人的文学天赋让他在诗歌创作方面表现不俗：他在1998年World Heavyweight Poetry Bout（世界重量杯诗人创作竞赛）获首奖，并连续四年蝉联冠军。纽约时报称其为“one of the major lyric voices of our time”。The Norton Anthology: American Literature( Volume E )收录其诗七首，The Best American Poetry也多次选录他的诗。他还创作了短篇小说集The Lone Ranger and Tonto Fistfight in Heaven，该书后来被改编为电影Smoke Signals，其剧本也由他亲自执笔。

## 风格
薛曼的诗常有某种叙事化的语调，并且多以“印第安人”形象穿插其中。“印第安”符号可以理解为薛曼对弱裔群体的关注，但“为民请命”绝非薛曼诗歌的主旨。某种程度上而言，薛曼是借印第安这一弱裔群体表达对人类普遍弱小，普遍荒诞的生存状态之绝望。